# Palimnodes ducalis
Palimnodes ducalis är en skalbaggsart som först beskrevs av Bates 1884.  Palimnodes ducalis ingår i släktet Palimnodes och familjen långhorningar. Inga underarter finns listade i Catalogue of Life.